# Ćojlučko Polje
Ćojlučko Polje es un pueblo en el municipio de Srebrenik, Bosnia y Herzegovina.

## Historia
El asentamiento de Ćojlučko Polje se creó en 1990 separándolo del asentamiento de Srebrenik.

## Demografía
Según el censo de 2013, su población era de 401 habitantes.
| 291        | 401 |
| (Fuente: ) |     |